# IrfanView
IrfanView（イルファンビュー）は、ボスニア・ヘルツェゴビナ出身でオーストリア在住のイルファン・スキリャン (Irfan Skiljan) が開発した Windows 用の画像ビューアである。非商用に限りフリーウェアとして利用できる。
公式にサポートされている英語やドイツ語の他、翻訳協力者によって日本語など複数の言語に対応している。20年以上に渡り改版を重ねている。
日本語化DLLを含んだ形で再配布されているIrfanView日本語版は2001年に窓の杜大賞を受賞した。

## 特徴
- 数多くの画像・その他のファイル形式に対応しており、それらを素早く閲覧することが可能。
- プラグインの追加インストールにより、機能を拡張できる（主に対応形式の拡張）。
- 画像の簡易的な編集が可能（本格的な編集には用途が異なるため向いていない）。
- 画像ファイル形式やファイル名の変換を、複数のファイルに対して連続して適用できる。画像のリサイズや回転・反転、明るさ・コントラストの調整などの簡単な加工も一度に処理できる（バッチ処理）。
- ディレクトリ内の画像を縮小表示して並べる「サムネイルウィンドウ」。
- 指定ファイルを一定間隔で順次表示する「スライドショー」。
- Adobe Photoshopの8BF形式フィルタ プラグインを使用して、画像にフィルタ処理を適用できる。
- 日本語化DLLや日本語版も公開されている。
- 個人利用はフリーだが、商用利用はライセンスを購入する必要がある。